# Andreas Bonn

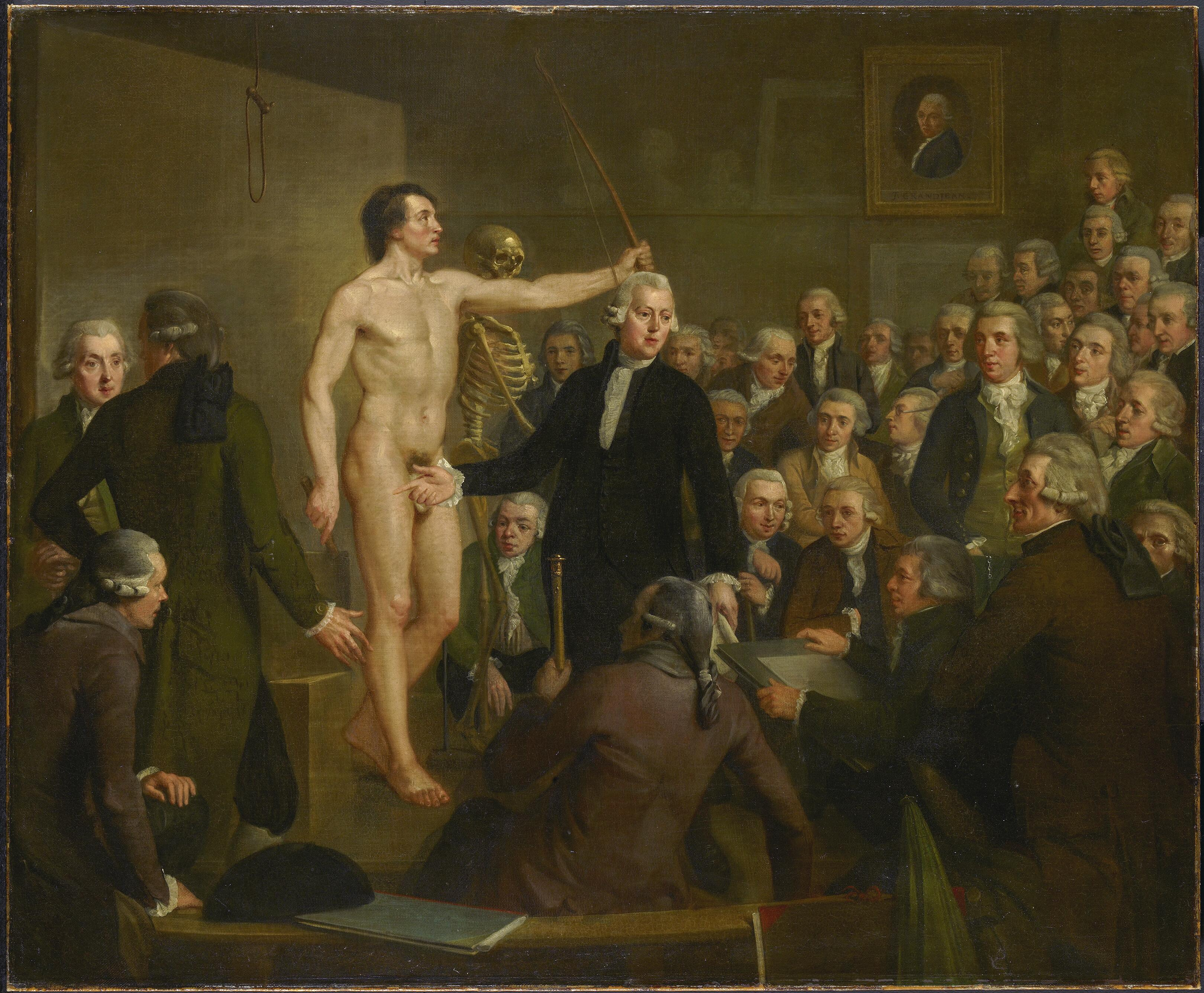
Adriaan de Lelie: Anatomievortrag von Andreas Bonn vor der Abteilung für Zeichenkunde der Gesellschaft Felix Meritis, 1792, Amsterdam Museum

Andreas Bonn (* 17. Juni 1738 in Amsterdam; † 2. September 1817 ebenda) war ein niederländischer Arzt, Anatom und Chirurg.

## Leben
Andreas Bonn studierte in Amsterdam und seit 1759 in Leiden Medizin und promovierte 1763 mit seiner vorzüglichen, später vielbenutzten Inauguraldissertation De continuationibus membranarum. Nachdem er ein Jahr in Paris studiert hatte, kam er nach Amsterdam zurück und übte dort die ärztliche Praxis aus bis zum Jahr 1771, in dem er Professor der Anatomie und Chirurgie am Athenaeum Illustre wurde, bei welcher Gelegenheit er die interessante Schrift Oratio de simplicitate naturae, anatomicorum admiratione, chirurgicorum imitatione dignissima (Amsterdam 1772) herausgab. 1769 hatte er Anna Cramer geheiratet, mit der er zehn Kinder hatte, von denen ihn nur ein Sohn und zwei Töchter überlebten. Am Athenaeum Illustre widmete er sich ganz dem Unterricht und bewährte sich als vortrefflicher Dozent. Er war 1791 mit De Bree einer der Gründer der Genootschap ter bevordering der Heelkunde in Amsterdam und förderte, als Kurator der Monnikhoffschen Stiftung zur Erforschung der besten Heilmethoden für alle Arten von Brüchen, die chirurgische Wissenschaft durch eine Reihe geschickt gestellter Preisfragen. Seit 1808 war er Mitglied der Königlichen Niederländischen Akademie der Wissenschaften sowie auswärtiges Mitglied der Bayerischen Akademie der Wissenschaften. Am 2. September 1817 starb er im Alter von 79 Jahren in Amsterdam.
Bonn verfasste u. a. Commentatio de humero luxato (Leiden 1782; deutsch 1783), Descriptio thesauri ossium morbosorum Hoviani: adnexa est dissertatio de callo (Amsterdam 1783), Tabulae ossium morbosorum praecipue thesauri Hoviani (3 Hefte, Amsterdam 1785–88), eine unvollendete Serie Abbildungen derselben pathologischen Kollektion von Dr. Hovius und die nach seinem Tod herausgegebene Tabula anatomico-chirurgicae doctrinam herniarum illustrantes (hrsg. von Gerard Sandifort, 1828). Außerdem schrieb er Bemerkungen über den Blasenstich und die Harnverhaltung, welches Werk aus dem Niederländischen ins Deutsche übersetzt wurde (Göttingen 1792). Sein anatomisch-pathologisches Museum wurde für die Universität Leiden angekauft, wie dies bereits nach seinem Tod 1817 sein Lobredner Van der Breggen gewünscht hatte.